# Барышев, Аркадий Фёдорович
Арка́дий Фёдорович Ба́рышев (29 августа 1925 — 26 июня 1956) — участник Великой Отечественной войны, пулемётчик разведывательного взвода 300-го гвардейского стрелкового полка (99-я гвардейская стрелковая дивизия, 37-й гвардейский стрелковый корпус, 7-я Армия, Карельский фронт), гвардии красноармеец.
Герой Советского Союза (21.07.1944), старший сержант запаса с 1950 года.

## Биография
Родился 29 августа 1925 года в селе Слобода-Выходцево ныне Мелекесского района Ульяновской области в крестьянской семье. Русский. В 1941 году окончил неполную среднюю школу. Трудился рабочим на заводе в городе Мелекессе (ныне — Димитровград).
В Красную армию призван в 1943 году Мелекесским горвоенкоматом Ульяновской области. В боях Великой Отечественной войны с февраля 1943 года в составе воздушно-десантных частей. В начале июня 1944 года прибыл на Карельский фронт в составе 37-го гвардейского стрелкового корпуса, посланного из резерва Ставки Верховного Главнокомандования для усиления 7-й армии. Гвардии красноармеец Барышев А. Ф. служил в это время пулемётчиком в 300-м гвардейском стрелковом полку 99-й гвардейской стрелковой дивизии.
Форсирование реки Свирь войсками 7-й армии 21 июня 1944 года явилось началом Свирско-Петрозаводской операции по освобождению Карелии. После окончания авиационной и артиллерийской подготовки первыми в районе города Лодейное Поле Ленинградской области переправились через водную преграду 16 комсомольцев-гвардейцев из 37-го гвардейского стрелкового корпуса: 12 воинов из 300-го гвардейского стрелкового полка 99-й гвардейской стрелковой дивизии и 4 из 296-го гвардейского стрелкового полка 98-й гвардейской стрелковой дивизии.
Спустив на воду заранее приготовленные плоты и лодки с посаженными в них чучелами, гвардейцы взяли курс на северный вражеский берег реки. Это была демонстрация ложной переправы, чтобы привлечением огня на себя заставить противника раскрыть уцелевшие огневые средства.
Из большой массы добровольцев командование отобрало для участия в этой смертельно опасной операции самых подготовленных, самых выносливых и бесстрашных воинов. В их числе был гвардии красноармеец Аркадий Барышев.
При спуске переправочных средств на воду некоторые плоты и лодки были повреждены разрывами мин противника. Разбитым оказался и плот Барышева. Находчивый воин заменил плот тут же найденной лодкой и двинулся к противоположному берегу.
Противник, приняв ложную переправу за настоящую, открыл огонь из всех видов оружия. Вскоре лодка Барышева оказалась пробитой в нескольких местах, в корме появилась течь. Когда до берега оставалось около двадцати метров, Барышев покинул лодку и выпрыгнул в воду. Держа автомат в одной руке, он добрался до берега и занял оборону. Боевое задание было успешно выполнено. Подвиг гвардейцев-комсомольцев помог с наименьшими потерями приступить к массовому форсированию Свири воинами 7-й армии.
Указом Президиума Верховного Совета СССР от 21 июля 1944 года за образцовое выполнение боевых заданий командования и проявленные при этом геройство и мужество гвардии красноармейцу Барышеву Аркадию Фёдоровичу присвоено звание Героя Советского Союза с вручением ордена Ленина и медали «Золотая Звезда» (№ 4093).
После войны А. Ф. Барышев служил в воздушно-десантных войсках. В 1950 году в звании старшего сержанта уволен в запас, вернулся на родину.
До ухода на пенсию по болезни работал инспектором по кадрам в пассажирском автохозяйстве города Мелекесс (ныне Димитровград). Скончался 26 июня 1956 года.

## Награды
- Медаль «Золотая Звезда» Героя Советского Союза (№ 4093)
- Орден Ленина
- Медали, в том числе:
  - Медаль «За победу над Германией в Великой Отечественной войне 1941—1945 гг.»

## Память

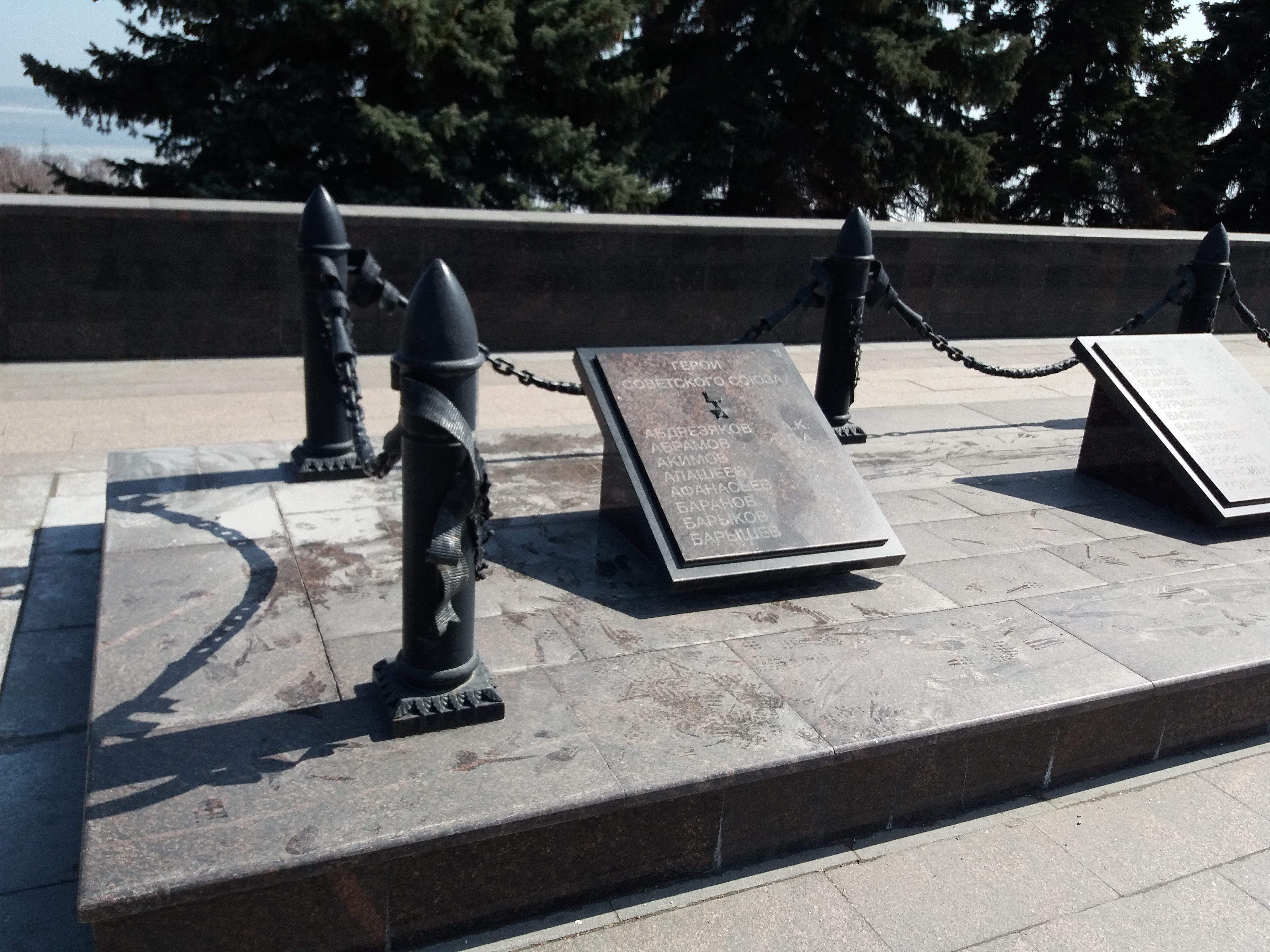
Мемориальная доска с именами Героев, Ульяновск.

- Похоронен в центре города Димитровград.
- Бюст Героя установлен на Аллее Славы города Димитровграда.
- Имя Барышева носят улицы в городах Ульяновск и Димитровград.
- На Мемориале «Воинам-ульяновцам, погибшим в годы Великой Отечественной войны 1941—1945 гг.» (пл. 30-летия Победы, Ульяновск), установлена мемориальная плита с его именем;